# Consonne nasale labio-dentale voisée
La consonne nasale labio-dentale voisée est une consonne dans certaines langues. Le symbole dans l'alphabet phonétique international est [ɱ].
L'existence de ce son comme phonème séparé du [m] n'est pas confirmée. On le trouve généralement comme allophone de /m/, parfois de /n/, quand ils se retrouvent devant les consonnes fricatives labio-dentales [f] et [v].

## Caractéristiques
Voici les caractéristiques de la consonne nasale labio-dentale voisée :
- son mode d'articulation est occlusif, ce qui signifie qu'elle est produite en obstruant l’air du chenal vocal ;
- son point d’articulation est labio-dental, ce qui signifie qu'elle est articulée avec la lèvre inférieure et les dents de la mâchoire supérieure ;
- sa phonation est voisée, ce qui signifie que les cordes vocales vibrent lors de l’articulation ;
- c'est une consonne nasale, ce qui signifie que l’air peut s’échapper par le nez ;
- c'est une consonne centrale, ce qui signifie qu’elle est produite en laissant l'air passer au-dessus du milieu de la langue, plutôt que par les côtés ;
- son mécanisme de courant d'air est égressif pulmonaire, ce qui signifie qu'elle est articulée en poussant l'air par les poumons et à travers le chenal vocatoire, plutôt que par la glotte ou la bouche.

## En français
Le français ne possède pas le [ɱ].

## Autres langues
- L'italien possède le [ɱ], par exemple dans invece.
- L'anglais possède le [ɱ], par exemple dans symphony.
- Le sicilien possède le [ɱ], par exemple dans 'mmeci.